# Крутий Яр (Запорізький район)
Крути́й Яр — село в Україні, у Михайло-Лукашівській сільській громаді Запорізького району Запорізької області. Населення — 94 осіб (станом на 1 січня 2007 року). До 2020 року орган місцевого самоврядування — Максимівська сільська рада.

## Географія
Село Крутий Яр розташоване за 64 км від обласного центра та 34 км від міста Вільнянська, біля витоків річки Луб'яшівка. Сусідні населені пункти — Вільне (1 км) та Максимівка (2,5 км). Найближча залізнична станція — Вільнянськ (за 34 км від села). Площа села — 63 га, налічується 38 домогосподарств.

## Історія
Село засноване у 1921 році на місці хуторів сімейства Тенетів. З 1924 року перебувало в складі Вільнянського району.
У 1932—1933 роках селяни зазнали сталінського геноциду.
З 24 серпня 1991 року село входить до складу незалежної України.
12 червня 2020 року, відповідно до розпорядження Кабінету Міністрів України № 713-р «Про визначення адміністративних центрів та затвердження територій територіальних громад Запорізької області», село увійшло до складу Михайло-Лукашівської сільської громади.
19 липня 2020 року, в результаті адміністративно-територіальної реформи та ліквідації Вільнянського району, село увійшло до складу новоутвореного Запорізького району.

## Економіка
- ФГ «Матюха М. П.»